# سنگ‌چشم‌های بیشه زرین
سنگ‌چشم‌های بیشه زرین (نام علمی: Malaconotus) یک سرده از پرندگان گنجشک‌سان از تیرهٔ سنگ‌چشمان بیشه است که در جنوب صحرای آفریقا بومی است. نام عمومی یونانی آنها بیانگر پرهای کرکی و پشت و دمگاه است.